# カール・ハインリッヒ・ブロッホ
カール・ハインリッヒ・ブロッホ（カール・ハインリック・ブロック、Carl Heinrich Bloch, 1834年5月23日 - 1890年2月22日）は、デンマークの画家である。コペンハーゲン生、同地にて没。

## 略歴
コペンハーゲンで生まれた。家族は海軍軍人となることを望んだが、絵画の才能と興味を示し、1849年からデンマーク王立美術院でヴィルヘルム・マーストランに学んだ。1850年代は人々の生活を描く、風俗画を描いていた。
1859年から1865年に間、イタリアに滞在し、ソレントの漁師などイタリアの人々の生活を描いていたが、滞在の後期になると歴史的、宗教的な題材を選ぶようになり、それらの絵画はデンマークでも高い評価を得て、クリスチャンボー城のナショナルギャラリーに買い上げられた。1865年の作品『プロメテウスの解放』でさらに評価は高まり、王立美術院の会員に選ばれた。金持ちの愛好家から新約聖書を題材にした22枚の絵画を火災後の再建中のフレデリクスボー城の祈祷室に飾るために注文を受けた。これらの宗教画が高い評価を得ている。

## 作品

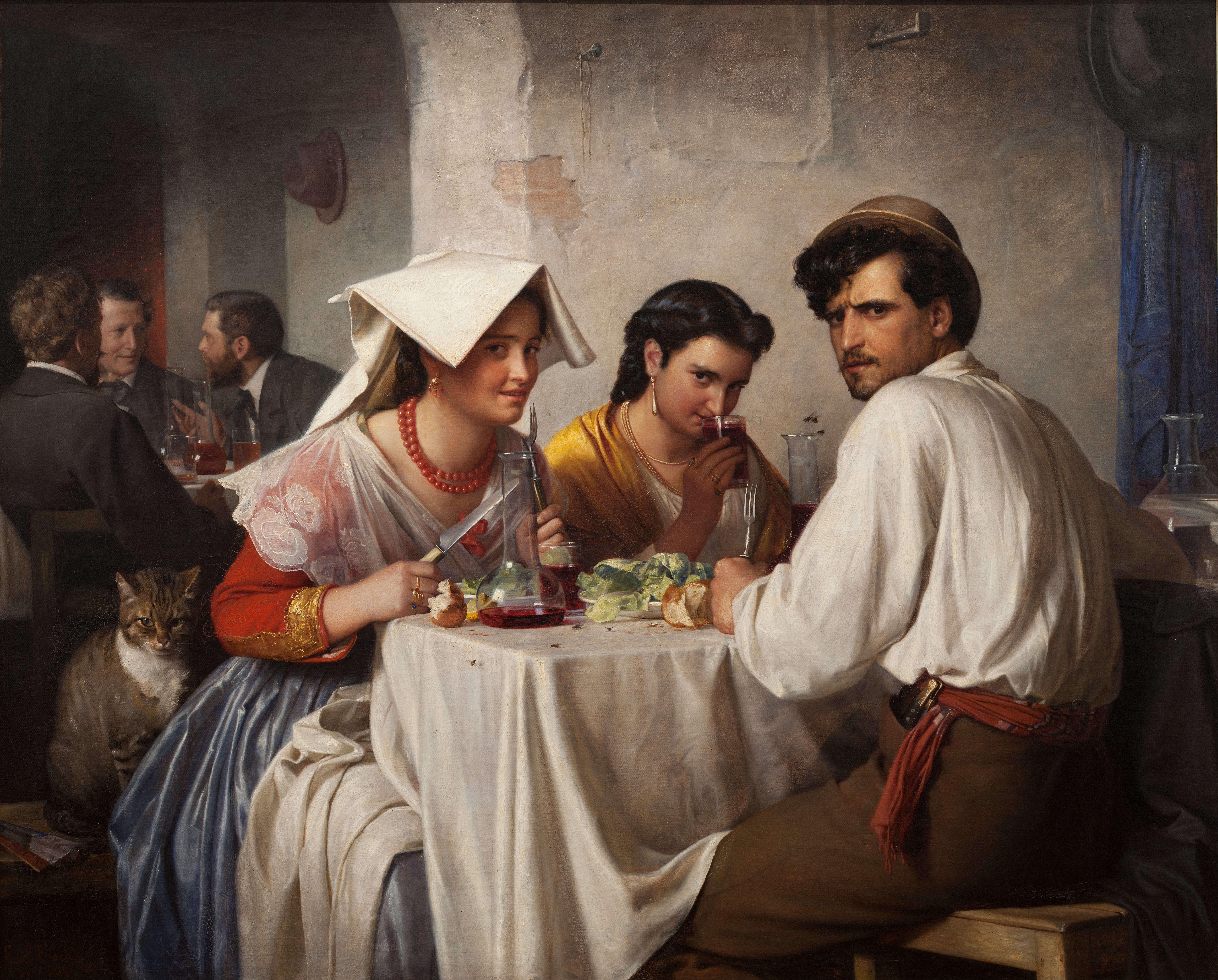
ローマのオステリアにて（英語版）（In a Roman Osteria）
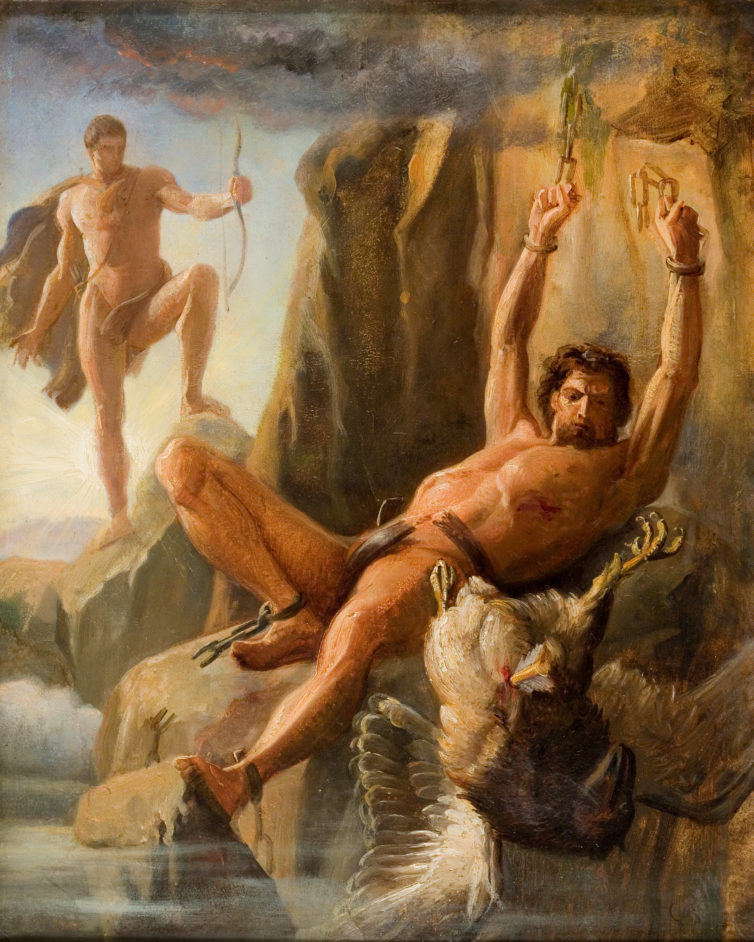
『プロメテウスの解放』
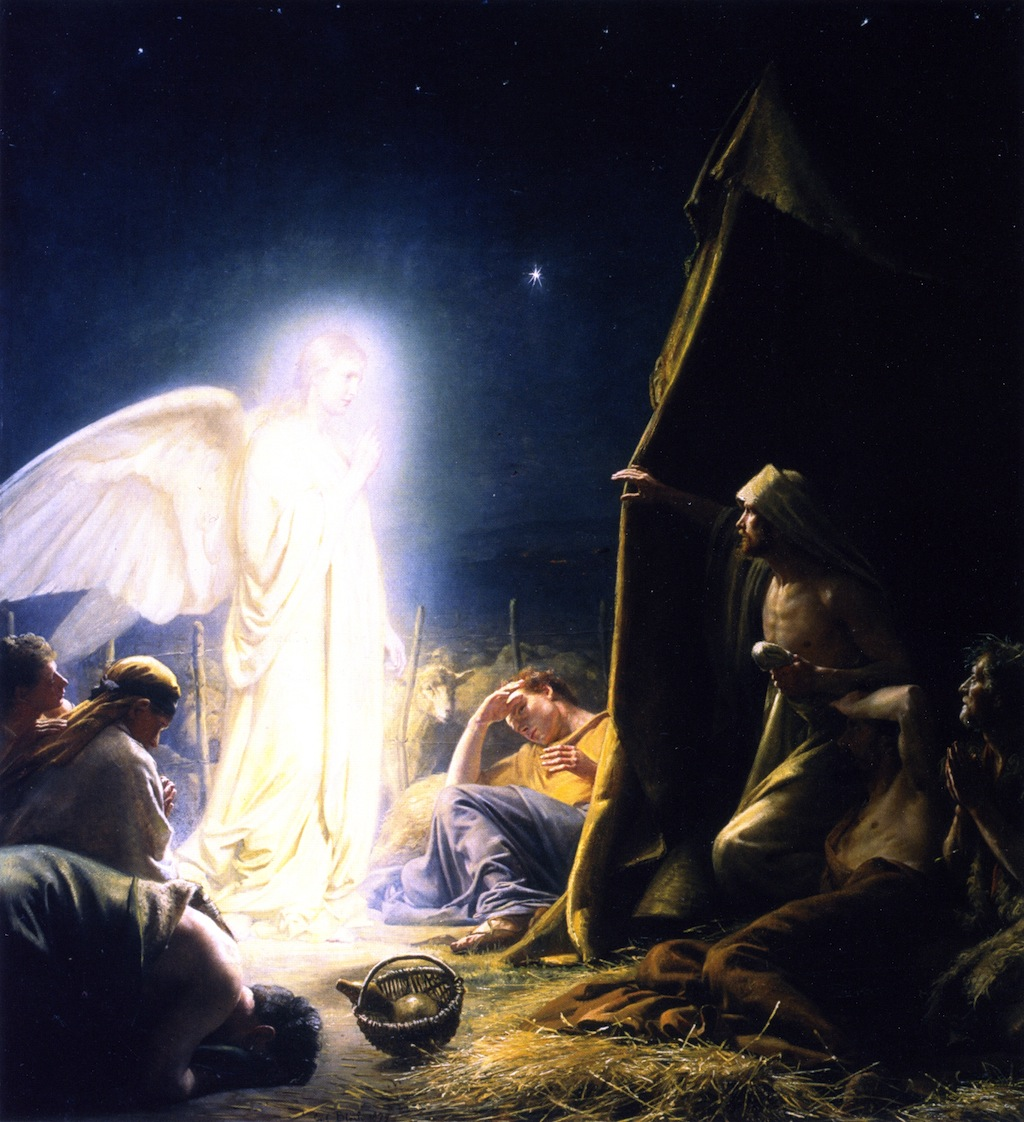
『羊飼いたちと御使い』(新約聖書『ルカによる福音書』2章9節)
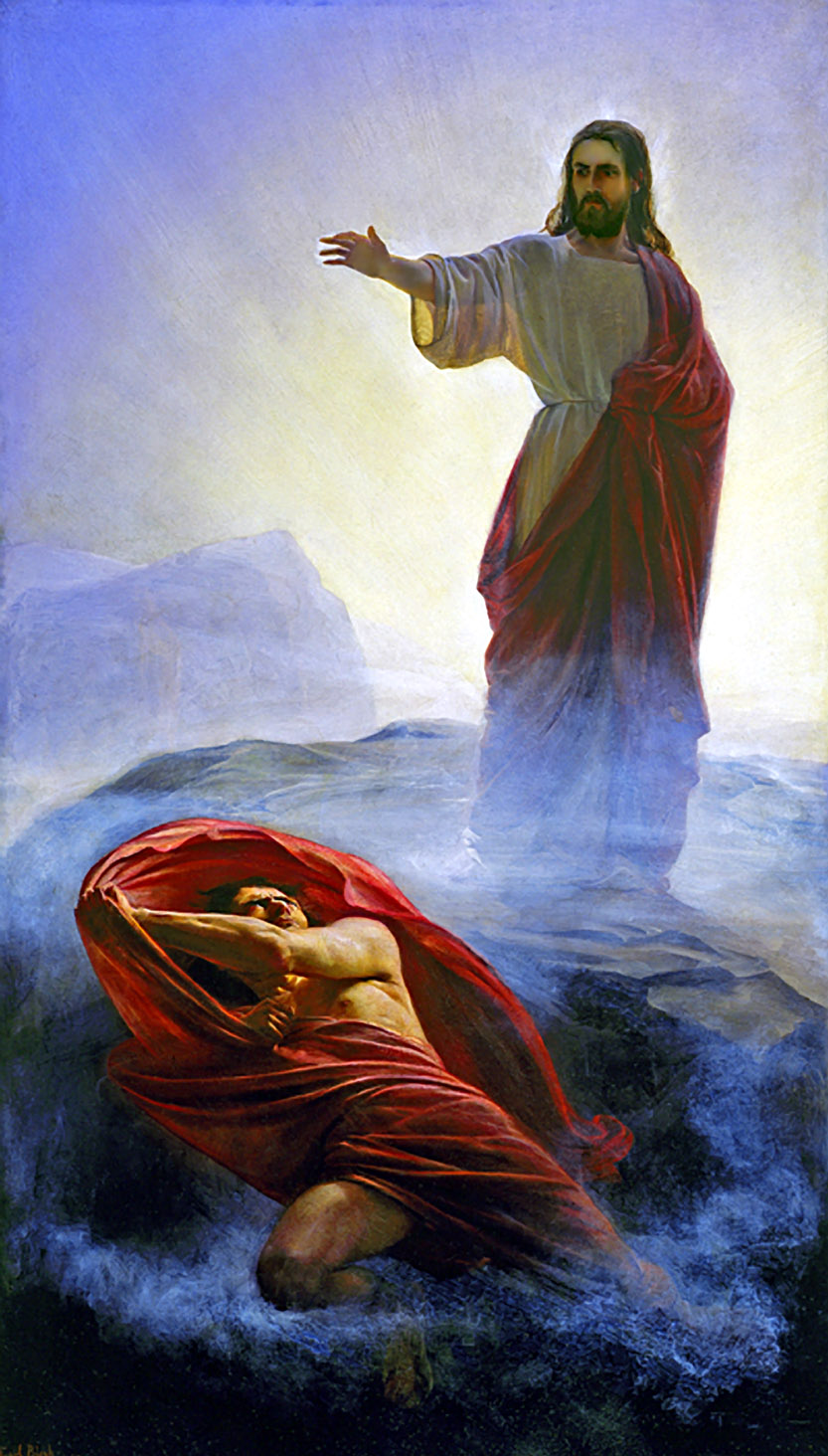
『試みを受けられたイエス』(新約聖書『マタイによる福音書』4章10節)
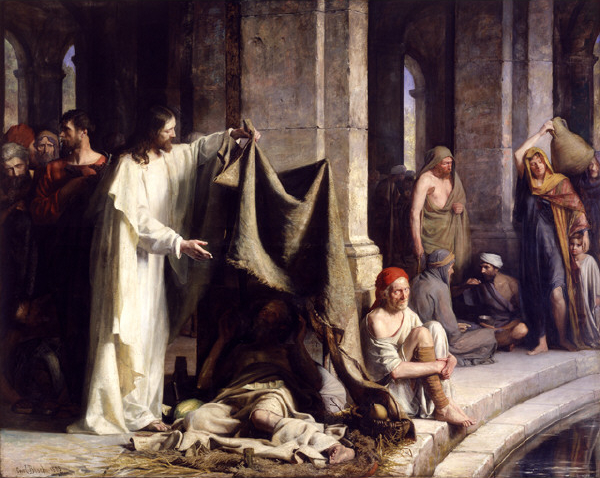
『ベテスダの病人を癒やされるキリスト』(新約聖書『ヨハネによる福音書』5章6節)
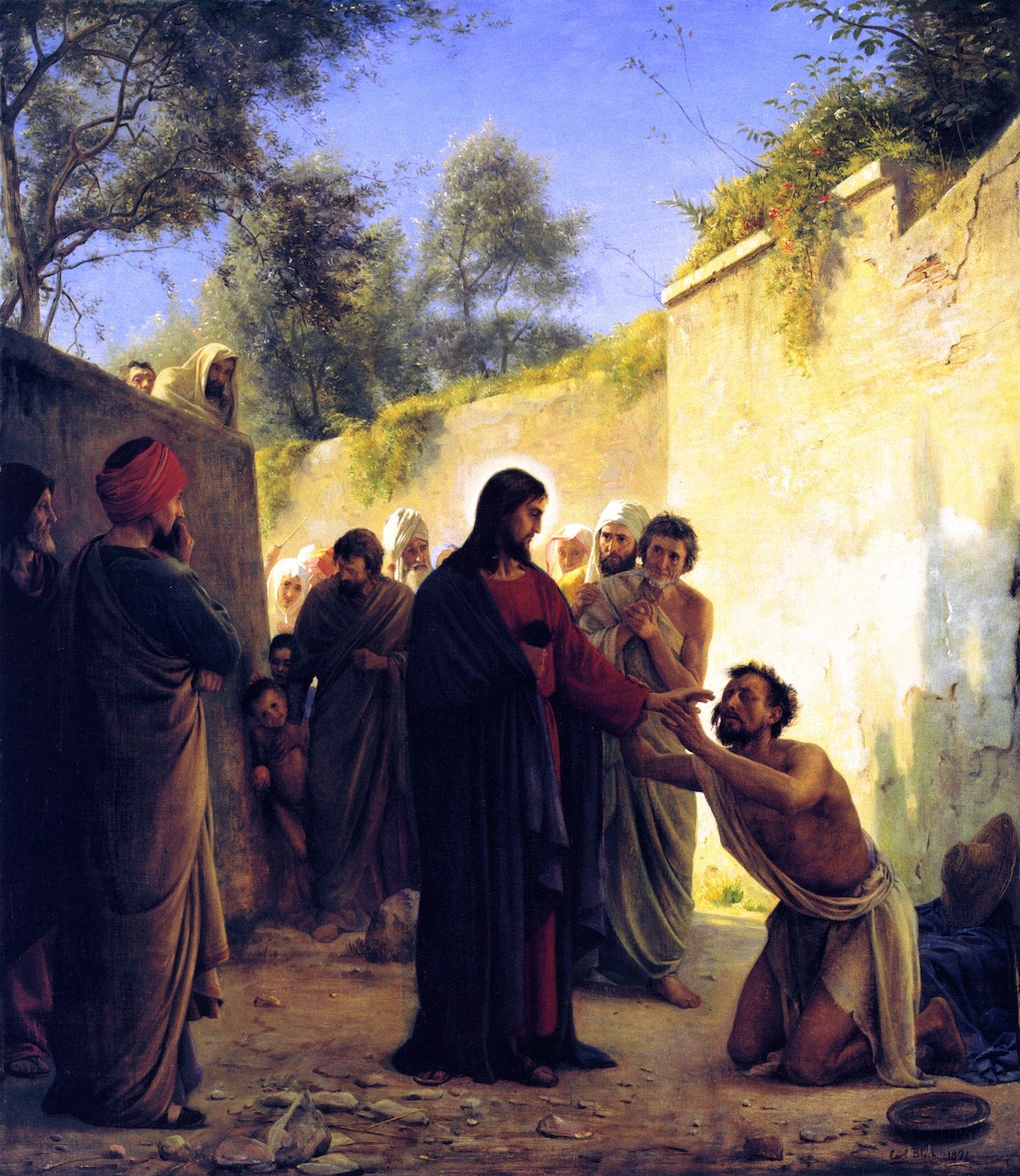
『盲人の癒し』(新約聖書『マルコによる福音書』10章51節『ルカによる福音書』18章42節)
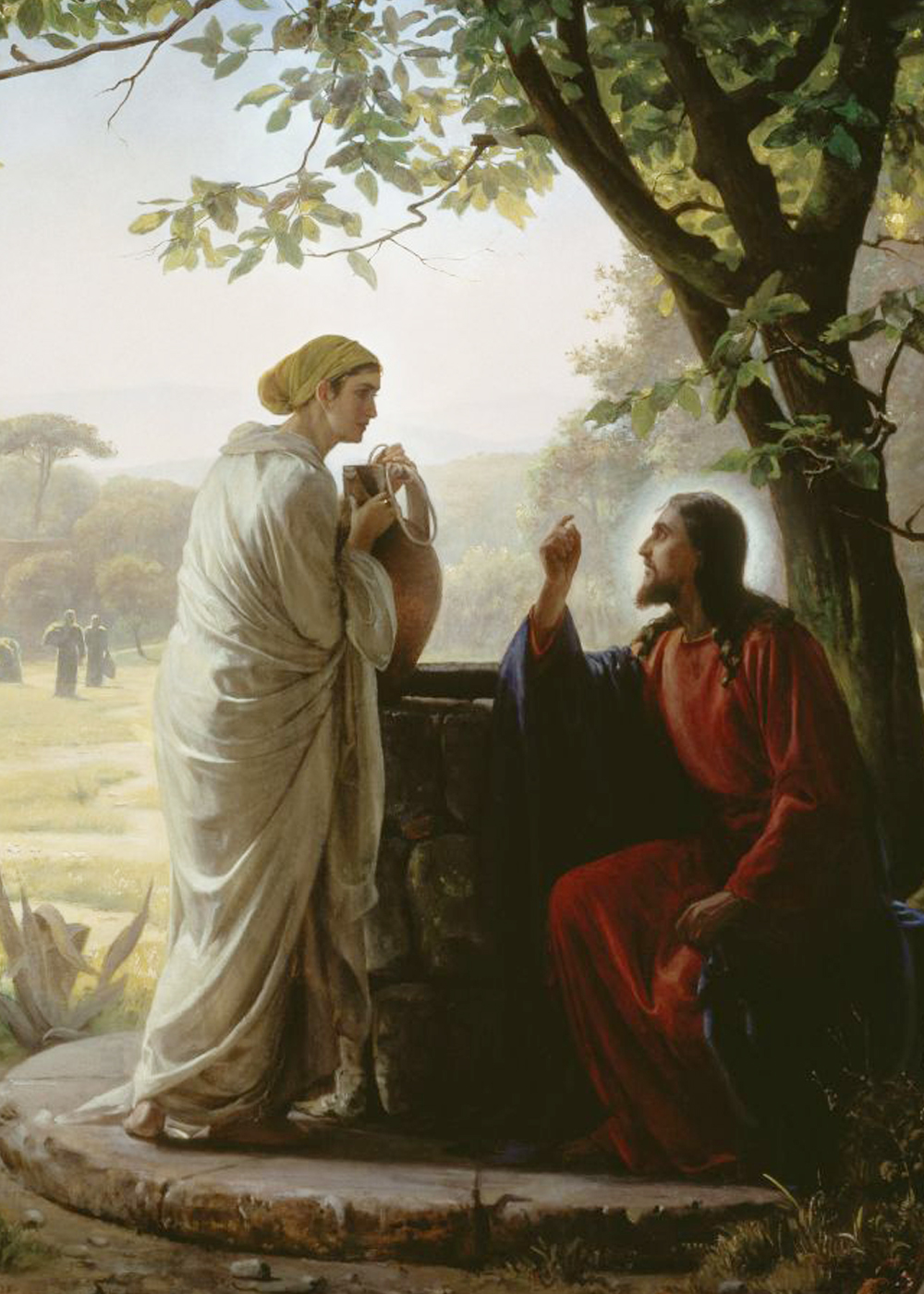
『井戸端の女』(新約聖書『ヨハネによる福音書』4章7節)
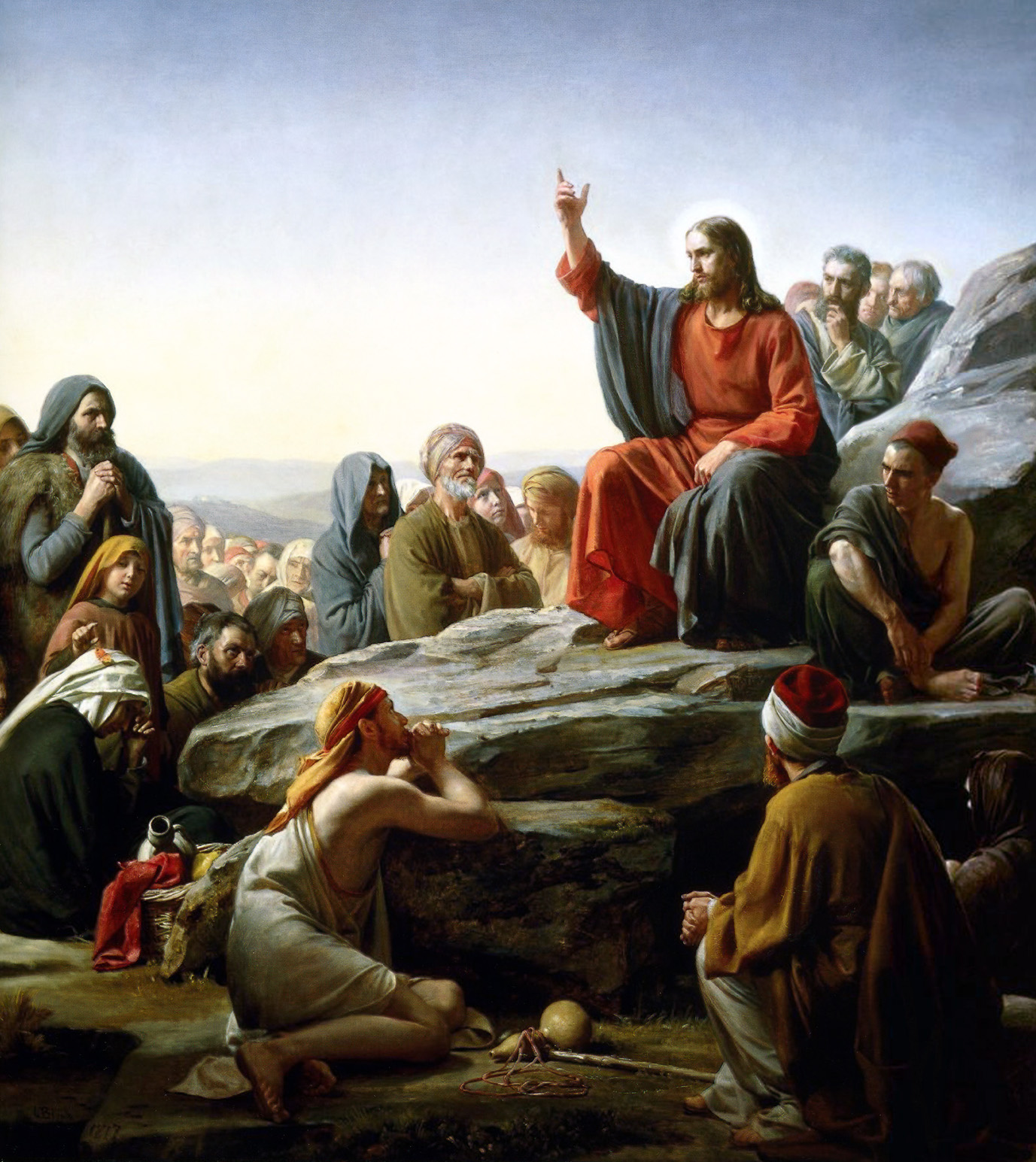
『山上の垂訓』(The Sermon on the Mount、新約聖書『マタイによる福音書』6章26節)
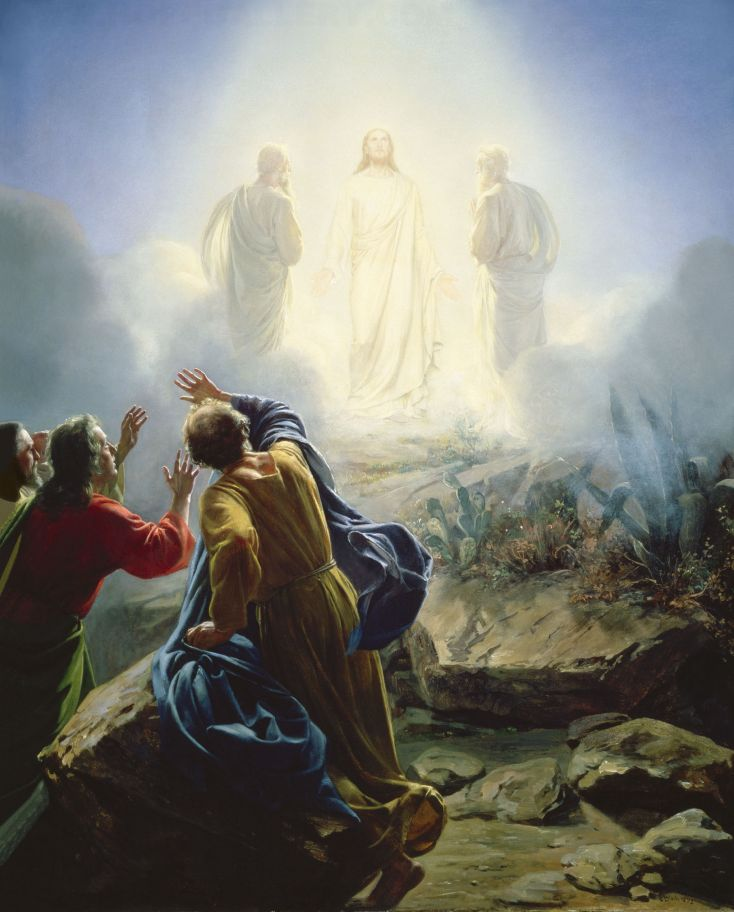
『変容』(新約聖書『マタイによる福音書』17章3節、『マルコによる福音書』9章4節、『ルカによる福音書』9章30節)
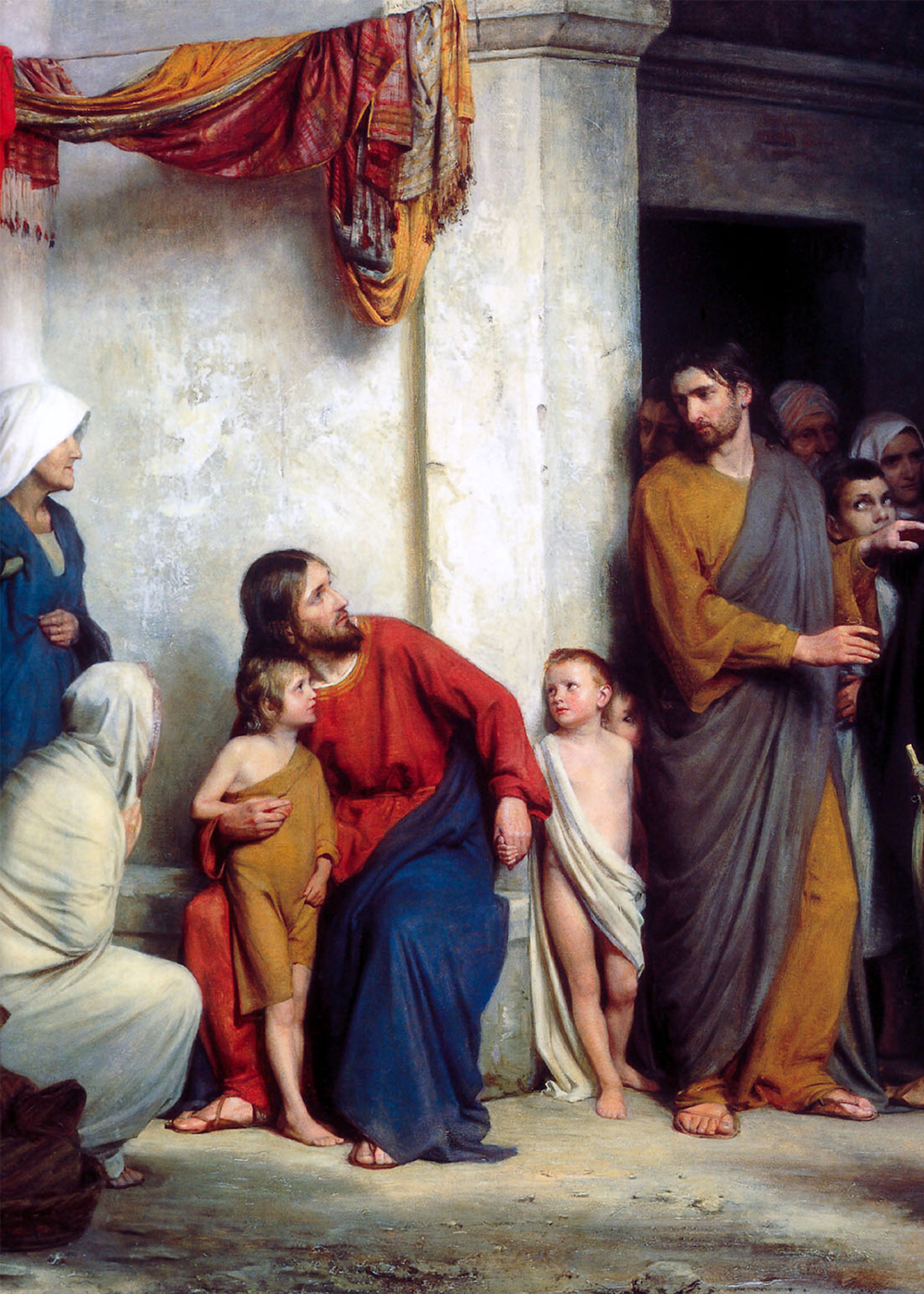
『幼児（）らを許せ(こどもたちを来させなさい)』(新約聖書『マタイによる福音書』19章14節、『マルコによる福音書』10章14節、『ルカによる福音書』18章16節
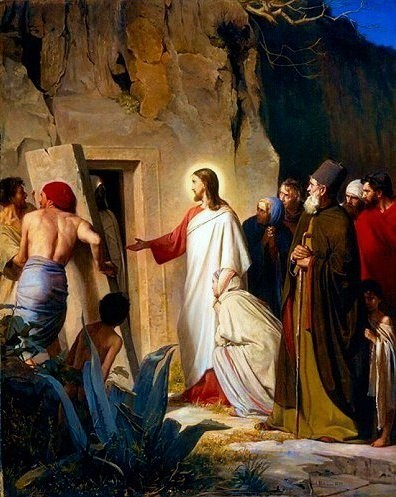
『ラザロの復活』(新約聖書『ヨハネによる福音書』11章43節
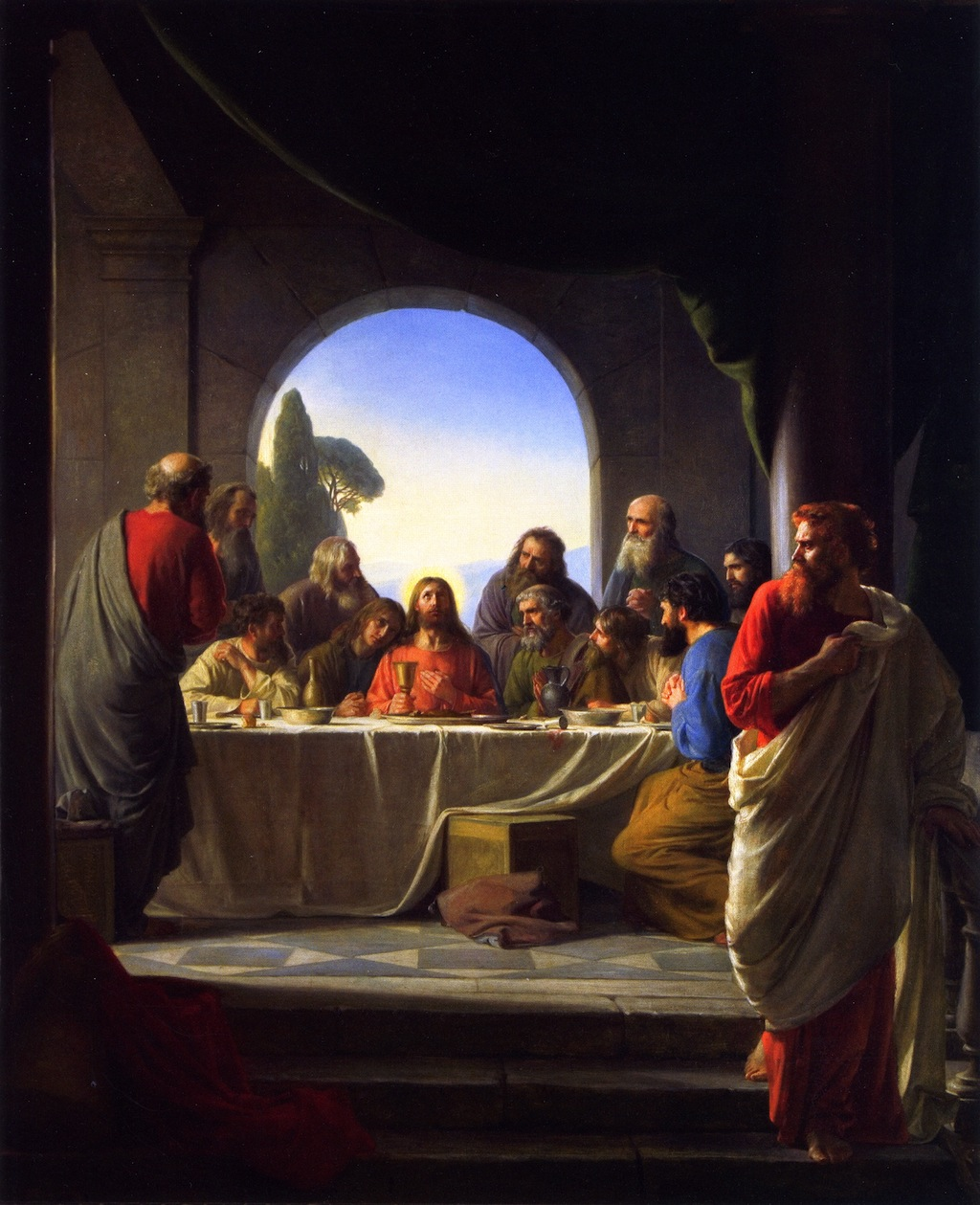
『最後の晩餐』(新約聖書『マタイによる福音書』11章26節、『マルコによる福音書』14章22節、『ルカによる福音書』22章15節、『ヨハネによる福音書』15章
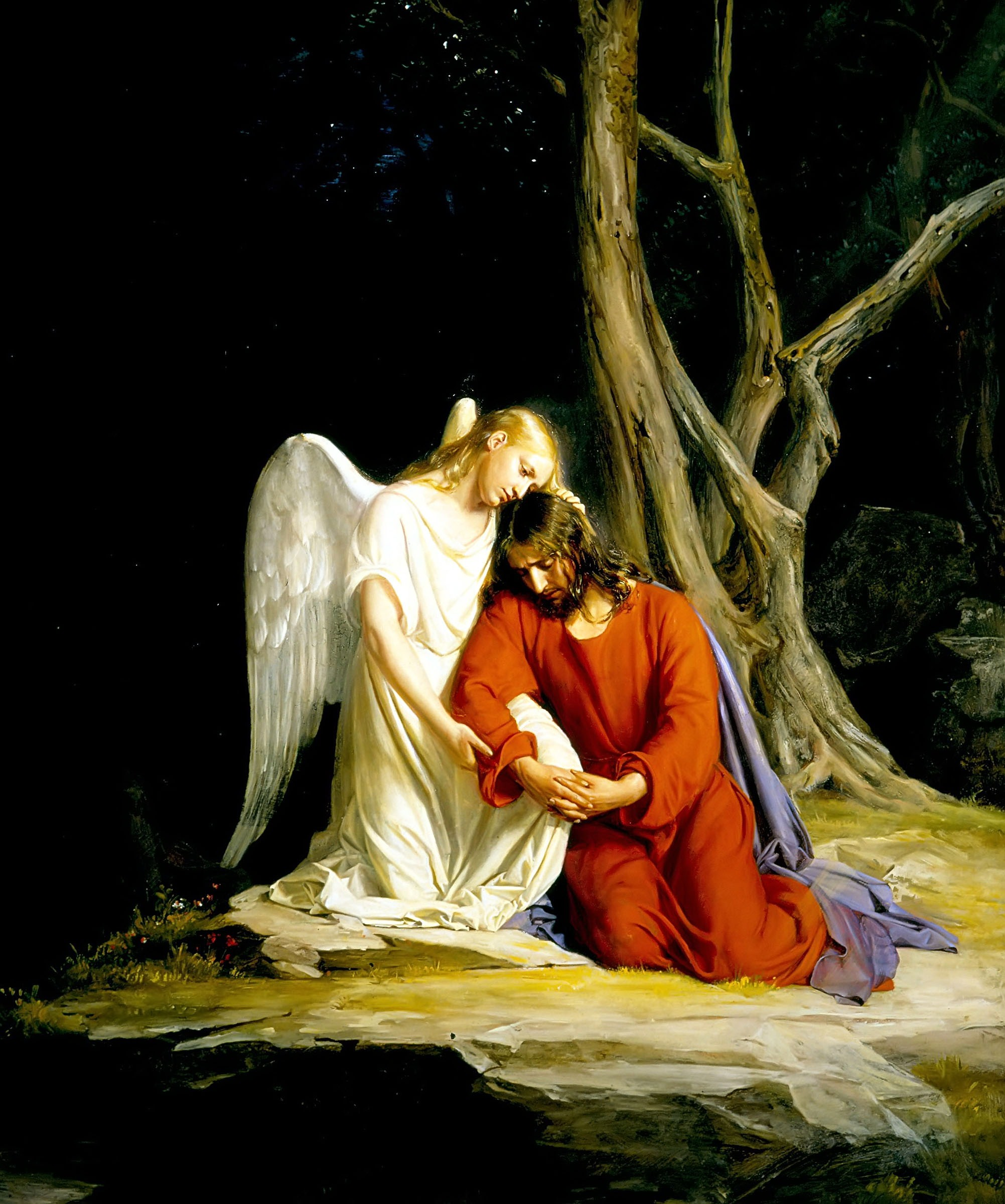
「ゲツセマネの祈り」
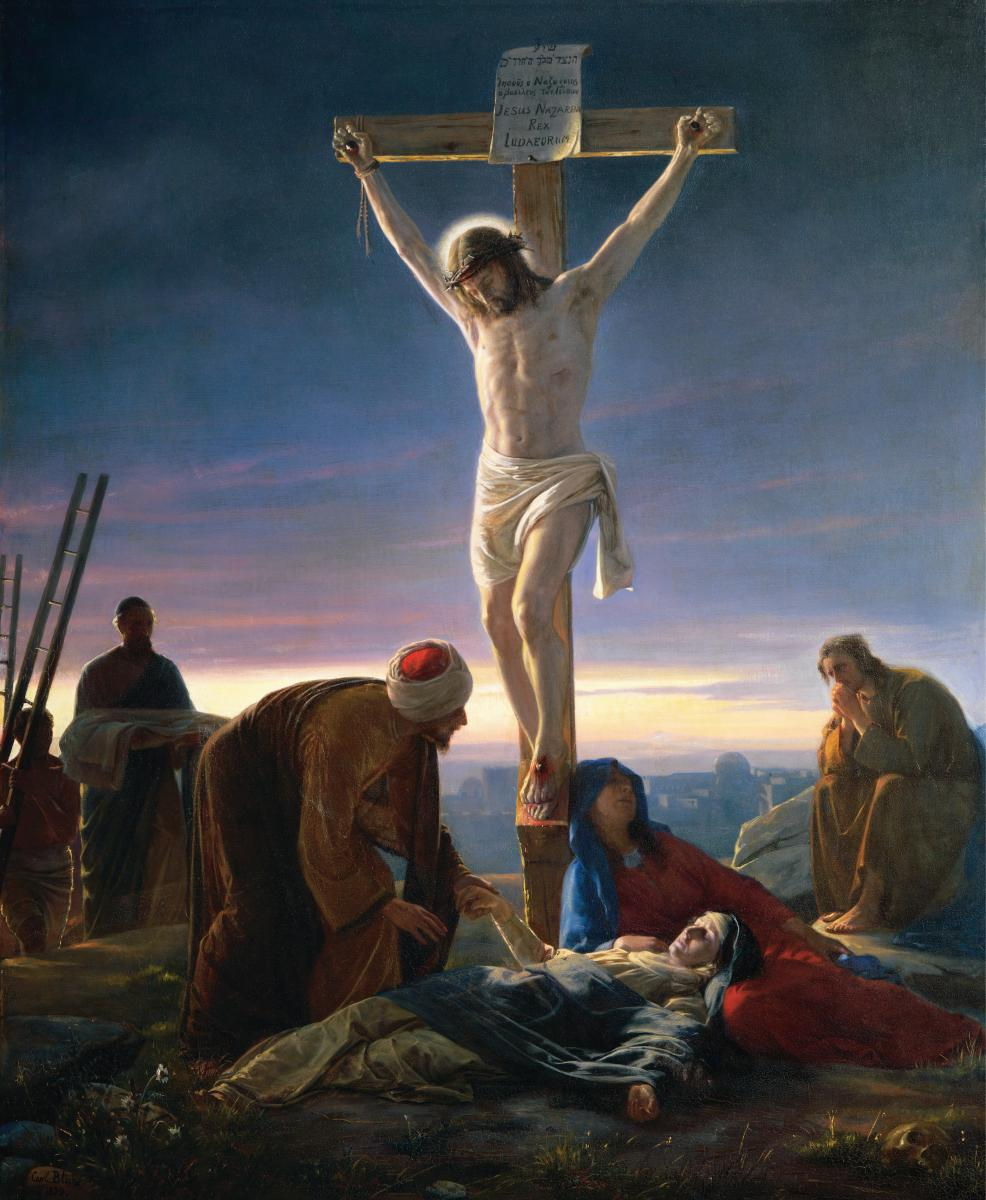
『キリストの磔刑』
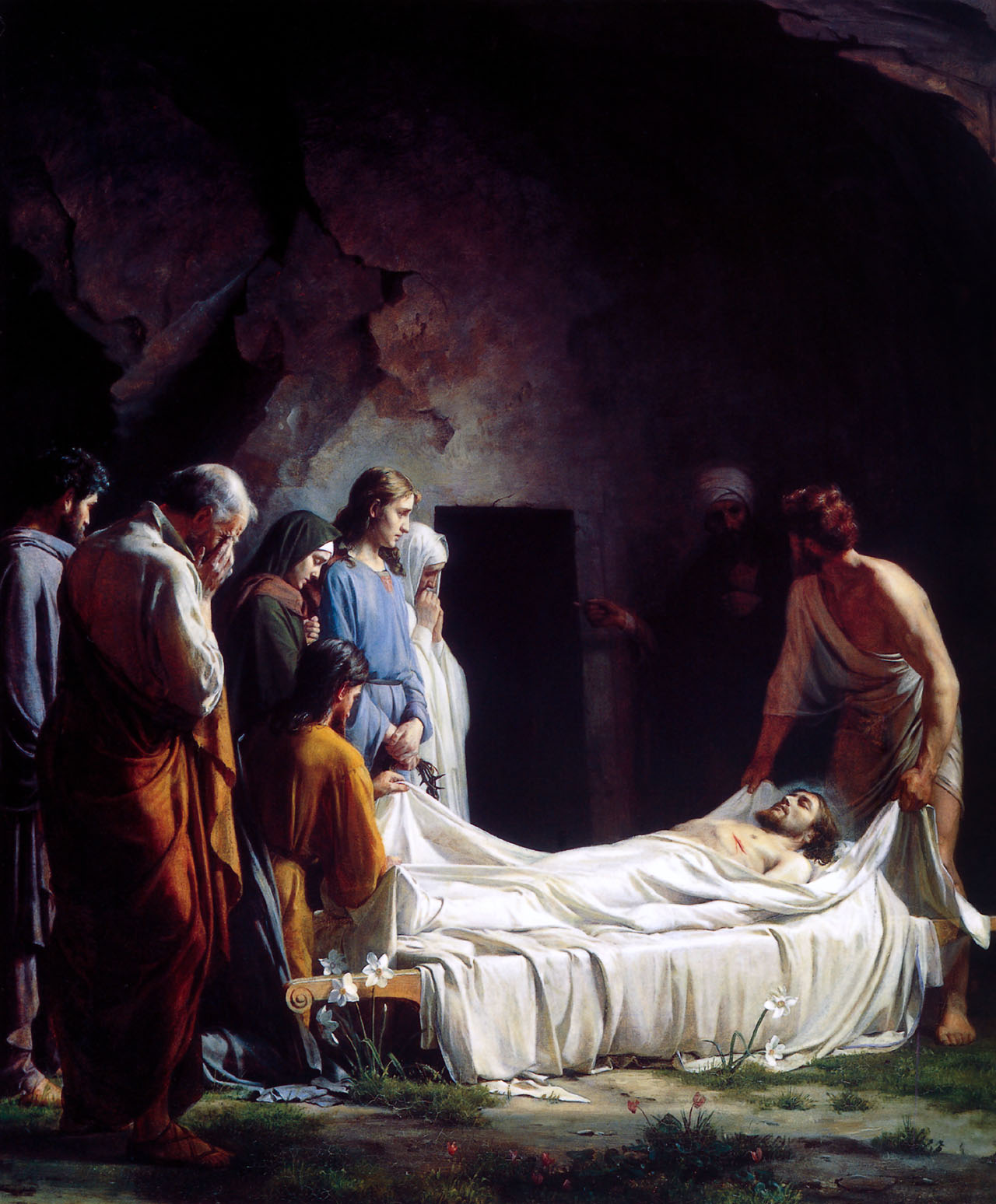
『降架』
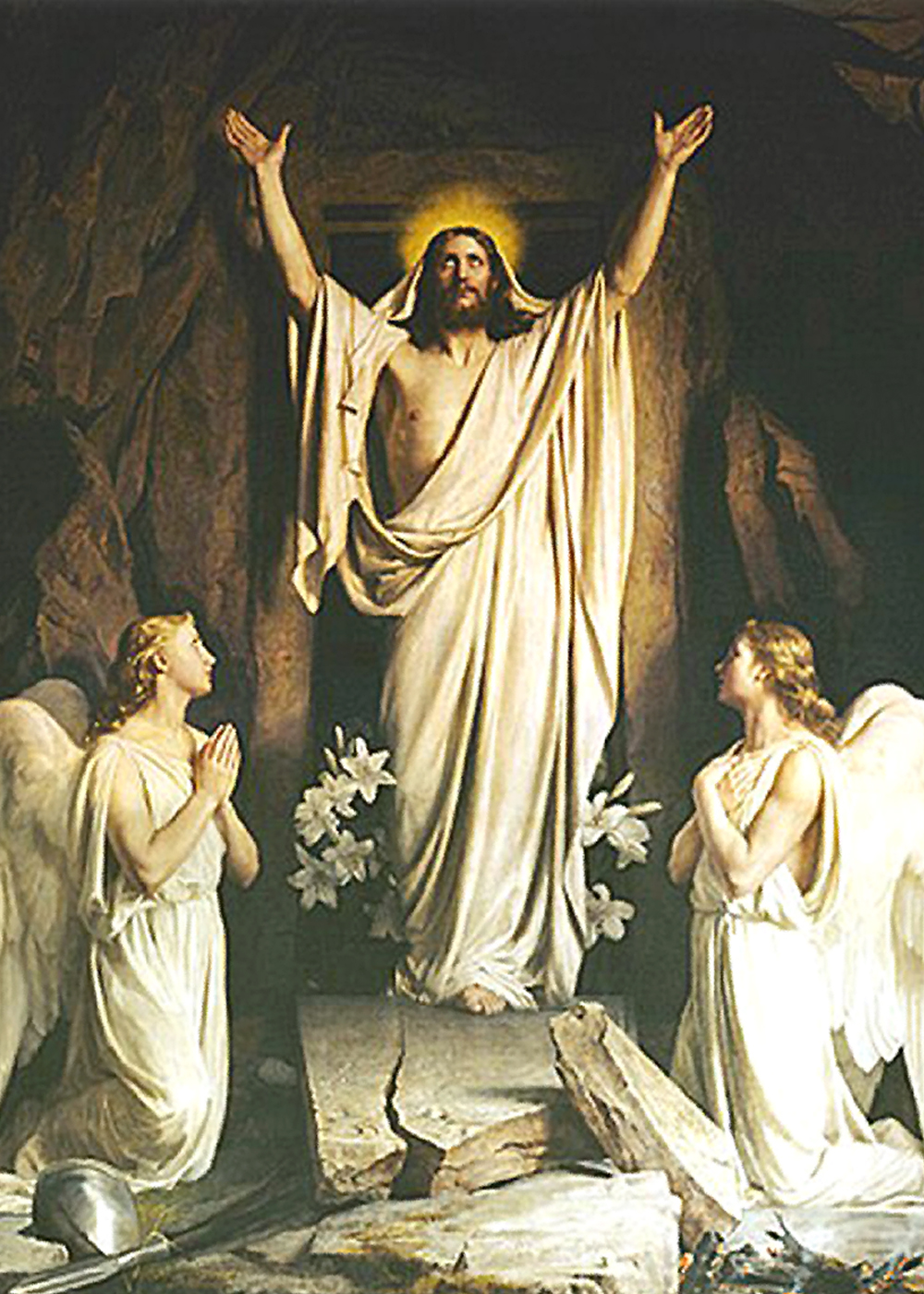
『復活』